# Исмаилов, Али Курбанали оглы
Али Курбанали оглы Исмаилов (азерб. Əli Qurbanəli oğlu İsmayılov; 1909 год, Шаруро-Даралагезский уезд — 5 октября 1969 года, Ильичёвский район) — советский азербайджанский хлопковод, звеньевой колхоза имени Кулиева Норашенского района Нахичеванской АССР. Герой Социалистического Труда (1950).

## Биография
Родился в 1909 году в селе Махмудкенд Шаруро-Даралагезского уезда Эриванской губернии (ныне Шарурский район Нахичеванской АР Азербайджана).
Начал трудовую деятельность звеньевым в 1938 году в колхозе имени Кулиева (позже имени Асланова) Ильичевского района.
В 1949 году достиг высоких показателей сборки хлопка.
Указом Президиума Верховного Совета СССР от 17 июня 1950 года за получение высоких урожаев хлопка Ибрагимову Али Курбанали оглы присвоено звание Героя Социалистического Труда с вручением ордена Ленина и золотой медали «Серп и Молот».
Мастер хлопка 1-й степени.
Скончался 5 октября 1969 года в родном селе.